# Engel (rapper)
Steven Engel (Hoorn, 9 juni 1982), bekend onder zijn artiestennaam Engel, is een Nederlandse rapper en tekstschrijver uit Amsterdam.
Hij is bekend van zijn samenwerkingen met onder andere Paul de Munnik, Just, 't Gilde, Diggy Dex, Sticks, RB Djan & Extince, Def P, Sean Price, en Masta Ace.

## Discografie

### Albums en EP's

#### Solo
- Curriculum Vitae (2004)
- Engelland (2008)
- Geen Weg Terug (2009)
- Op Karakter (2010)
- #10 (2023)
- Schatgraven (2018)
- Alles Nog Open (2020)
- Veertig (2023)
- Liedjes in Mineur (2025)

#### Met Just (Engel & Just)
- Statler & Waldorf (2011)
- Walkman (2012)
- Dertig (2013)
- Liefdewerk Oud Papier (2015)
- Souvenirs (2017)
- Souvenirs (Live) (2017)

#### Met 't Gilde
- Ambachtsliederen (2022)

#### Met Paul de Munnik (Engel & Paul)
- Ooit (2022)